# Shūji Atsuta
Shūji Atsuta (jap. 熱田 修二, Atsuta Shūji; * 2. Dezember 1951 in Izumo) ist ein japanischer Jazztrompeter.
Shûji Atsuta arbeitete um 1970 mit Stomu Yamashta und Masahiko Satō, an deren Album Metempsychosis er mitwirkte. Auch gehörte er zu Nobuo Hara and His Sharps & Flats. In den folgenden Jahren spielte er in Toshiyuki Miyamas Bigband The New Herd, zu hören auf den Alben Tsuchi no Me – Nihon Densetsu no Naka no Shijō (土の音 ～日本伝説の中の詩情～; 1973) und Jazz Orchestra ’73. Mit seinem Quintett, bestehend aus Tatsuya Takahashi (Tenorsaxophon), Toshihiko Ogawa (Piano), Eiji Nonaka (Kontrabass) und Masahiko Ozu bzw. Nobuhiko Yamashita (Schlagzeug), spielte er 1995 und 1999 das Livealbum Blues on My Mind ein. Mit dem Gitarristen Yoshiaki Miyanoue legte er das gemeinsame Album Sweet & Lovely vor, das 2000 entstand und an dem noch Yuzo Yamaguchi (Bass) und Shinnosuke Takahashi (Schlagzeug) mitwirkten.